# ۹۸ (قمری)
۹۸ (قمری)، نود و هشتمین سال در گاهشماری هجری قمری است. اول محرم این سال برابر با بیست و نهم اوت سال ۷۱۶ میلادی است.